# Lesotho ai Giochi della XXXII Olimpiade
Il Lesotho ha partecipato ai Giochi della XXXII Olimpiade, che si sono svolti a Tokyo, Giappone, dal 23 luglio all'8 agosto 2021 (inizialmente previsti dal 24 luglio al 9 agosto 2020 ma posticipati per la pandemia di COVID-19) con due atleti, un uomo e una donna, tutti nella maratona.
È stata la dodicesima partecipazione di questo paese ai Giochi estivi.

## Delegazione
| Sport            | Uomini | Donne | Totale |
| ---------------- | ------ | ----- | ------ |
| Atletica leggera | 1      | 1     | 2      |
| Totale           | 1      | 1     | 2      |

## Risultati

### Atletica leggera
| Q | Qualificato al turno successivo per la posizione in qualificazione                                                           |
| q | Qualificato per il turno successivo per ripescaggio o, negli eventi su campo, conquistando la misura minima per qualificarsi |

Maschile
Eventi su pista e strada
| Atleta                | Evento   | Batteria  | Batteria  | Semifinale | Semifinale | Finale    | Finale    |
| Atleta                | Evento   | Risultato | Posizione | Risultato  | Posizione  | Risultato | Posizione |
| --------------------- | -------- | --------- | --------- | ---------- | ---------- | --------- | --------- |
| Khoarahlane Seutloali | Maratona | N.D.      | N.D.      | N.D.       | N.D.       | 2h25'03   | 67°       |

Femminile
Eventi su pista e strada
| Atleta         | Evento   | Batteria  | Batteria  | Semifinale | Semifinale | Finale    | Finale    |
| Atleta         | Evento   | Risultato | Posizione | Risultato  | Posizione  | Risultato | Posizione |
| -------------- | -------- | --------- | --------- | ---------- | ---------- | --------- | --------- |
| Neheng Khatala | Maratona | N.D.      | N.D.      | N.D.       | N.D.       | 2h33'15   | 20°       |